# Milwaukee County Stadium
O Milwaukee County Stadium foi um estádio localizado em Milwaukee, no estado do Wisconsin, nos Estados Unidos, foi inaugurado em 1953 e foi a casa dos times de beisebol Milwaukee Braves entre 1953 e 1965 e do Milwaukee Brewers de 1970 a 2000, ambos da MLB, também recebeu de dois a quatro jogos por ano do time de futebol americano Green Bay Packers da NFL entre os anos de 1953 a 1994. Sua capacidade variou entre 36.011 e 53.192 espectadores ao longo dos anos, foi demolido em 2001 para dar lugar ao Miller Park construído logo ao lado.